# Laburrus potanini
Laburrus potanini är en insektsart som beskrevs av Mitjaev 1971. Laburrus potanini ingår i släktet Laburrus och familjen dvärgstritar. Inga underarter finns listade i Catalogue of Life.